# 宗像ユリックス
宗像ユリックス（むなかたユリックス）は、福岡県宗像市久原にある総合複合施設である。1988年開業。福岡県内外から年間100万人を超える人々が利用する。「ユリックス」の名称の由来は、宗像市の花に指定されている「ユリ」と市木に指定されている「クスノキ」からの造語である。2015年から開催されている全日本実業団対抗女子駅伝競走大会予選会（プリンセス駅伝in宗像・福津）の発着点となっている。

## 施設一覧
- 芝生広場 - 草っ原の山や川がある。
- パットゴルフ場
- ゆ～ゆ～プール（野外プール）
- アクアドーム（室内プール）
- ユリックス図書館
- プラネタリウム - NPO法人による運営となっており、全国のプラネタリウム関係者からも注目されている。また、毎年4月から10月くらいまでの期間、ほぼ1ヶ月に1回「ほしぞらウォッチング」と呼ばれる天体観望会を開催している。プラネタリウム番組は、大人向け、子供向け、リラクゼーションの3種類があり、いずれも職員による生解説となっている。運営は、NPO法人「エム・ワイ・ピー」職員に加え、「ほしぞらスタッフ」と呼ばれる天文ボランティアによって行われている。
- イベントホール（最大収容人員2,309人）、ハーモニーホール（622席） - 楽団や演歌歌手・フォーク系歌手などがコンサートを開いている。近年では、松浦亜弥やTHE ALFEEなども公演し、新日本プロレスやプロボクシング、ライジング福岡も試合をおこなった。更に、現在または過去に一般映画館で上映された映画を放映している。

## 近隣施設
- メイトム宗像 - 総合福祉施設

## 交通
- JR東郷駅（下車後徒歩20分）